# Juozas Kriščiūnas
Juozas Kriščiūnas (* 6. Mai 1938) ist ein litauischer Badmintonspieler. Beruflich war er als Hydrologe aktiv.

## Karriere
Juozas Kriščiūnas wurde bei den ersten litauischen Meisterschaften dreifacher Titelträger. Weitere Siege folgten 1964 und 1968.

## Sportliche Erfolge
| Saison | Veranstaltung                  | Disziplin    | Platz | Name                                    |
| ------ | ------------------------------ | ------------ | ----- | --------------------------------------- |
| 1963   | Litauen: Einzelmeisterschaften | Herreneinzel | 1     | Juozas Kriščiūnas                       |
| 1963   | Litauen: Einzelmeisterschaften | Mixed        | 1     | Juozas Kriščiūnas / Jolanta Kazarinaitė |
| 1963   | Litauen: Einzelmeisterschaften | Herrendoppel | 1     | Juozas Kriščiūnas / Povilas Tamošauskas |
| 1964   | Litauen: Einzelmeisterschaften | Herrendoppel | 1     | Juozas Kriščiūnas / Vladas Rybakovas    |
| 1964   | Litauen: Einzelmeisterschaften | Herreneinzel | 1     | Juozas Kriščiūnas                       |
| 1968   | Litauen: Einzelmeisterschaften | Herrendoppel | 1     | Juozas Kriščiūnas / Petras Zubė         |
| 1968   | Litauen: Einzelmeisterschaften | Mixed        | 1     | Juozas Kriščiūnas / Vida Jurevičienė    |